# Difração de nêutrons
Difração de nêutrons é uma técnica de cristalografia, semelhante ao da difração de raios X.